# Simonas Bilis
Simonas Bilis (Panevėžys, 1993) is een Litouws zwemmer die is gespecialiseerd in de vrije slag. 

## Biografie
In 2016 nam Bilis deel aan de Olympische Spelen waar hij als 8e eindigde in de finale van de 50m vrije slag. Op de Wereldkampioenschappen kortebaanzwemmen 2016 behaalde Bilis de wereldtitel op de 100 meter vrije slag. Op de 50 meter vrije slag behaalde hij de bronzen medaille, achter Jesse Puts en Vladimir Morozov.

## Internationale toernooien
| Jaar | Olympische Spelen                                           | WK langebaan                                                 | WK kortebaan                                                                                                 | EK langebaan                                                                                           | EK kortebaan                                                                                         |
| ---- | ----------------------------------------------------------- | ------------------------------------------------------------ | --- | --- | --- |
| 2011 |                                                             | geen deelname                                                | | | 40e 50m vrije slag 26e 100m vrije slag 37e 200m vrije slag 13e 4x50m vrije slag 20e 4x50m wisselslag |
| 2012 | geen deelname                                               |                                                              | geen deelname                                                                                                | 38e 50m vrije slag 47e 100m vrije slag 36e 200m vrije slag                                             | geen deelname                                                                                        |
| 2013 |                                                             | geen deelname                                                | | | 15e 50m vrije slag 13e 100m vrije slag 33e 200m vrije slag 6e 4x50m vrije slag 4e 4x50m wisselslag   |
| 2014 |                                                             |                                                              | geen deelname                                                                                                | 32e 50m vrije slag 46e 100m vrije slag 35e 200m vrije slag 7e 4x100m vrije slag                        | |
| 2015 |                                                             | 20e 50m vrije slag 19e 4x100m vrije slag                     | | | geen deelname                                                                                        |
| 2016 | 8e 50m vrije slag 30e 100m vrije slag 14e 4x100m wisselslag |                                                              | 50m vrije slag · 100m vrije slag · 28e 200m vrije slag · 8e 4x50m wisselslag · Bilis zwom enkel in de series | 9e 50m vrije slag 10e 100m vrije slag 11e 4x100m vrije slag 5e 4x100m wisselslag                       | |
| 2017 |                                                             | 29e 50m vrije slag 43e 100m vrije slag 17e 4x100m wisselslag | | | 12e 50m vrije slag 5e 100m vrije slag 9e 4x50m wisselslag                                            |
| 2018 |                                                             |                                                              | 11-16 december                                                                                               | 5e 50m vrije slag 12e 100m vrije slag 13e 4x100m vrije slag 12e 4x200m vrije slag 4e 4x100m wisselslag | |

## Persoonlijke records
Bijgewerkt tot en met 16 augustus 2018
Kortebaan
| Afstand         | Tijd  | Datum            | Plaats  |
| --------------- | ----- | ---------------- | ------- |
| 50m vrije slag  | 21,15 | 8 december 2016  | Windsor |
| 100m vrije slag | 46,58 | 11 december 2016 | Windsor |

Langebaan
| Afstand         | Tijd  | Datum           | Plaats  |
| --------------- | ----- | --------------- | ------- |
| 50m vrije slag  | 21,70 | 8 augustus 2018 | Glasgow |
| 100m vrije slag | 48,64 | 8 april 2016    | Toronto |